# Моретти, Эмилиано
Эмилиано Моретти (итал. Emiliano Moretti; 11 июня 1981, Рим) — итальянский футболист, левый защитник.

## Карьера
Эмилиано Моретти начал карьеру в клубе «Лодиджани», воспитанником которого был, проведя 5 матчей. В год своего дебюта в чемпионате Италии он был куплен клубом «Фиорентина», за который выступал 3 года, проведя 42 матча и забив 1 гол. В составе «фиалок» Моретти выиграл свой первый трофей — Кубок Италии. Летом 2002 года Моретти перешёл в «Ювентус». В составе «Старой Синьоры» Моретти не смог завоевать место в основном составе; он провёл только 11 матчей в серии А, однако выиграл чемпионат и Суперкубок Италии. Зимой 2003 года Моретти был арендован «Моденой», за которую провёл 8 игр. Летом 2003 года Моретти за 1,8 млн евро перешёл в «Парму», однако быстро был отдан в аренду клубу «Болонья», за которую сыграл в 32 играх.
В 2004 году Моретти перешёл в испанскую «Валенсию», куда его пригласил главный тренер команды итальянец Клаудио Раньери. Он дебютировал в чемпионате Испании 18 сентября 2004 года в матче с «Реал Сосьедадом», выигранный «летучими мышами» со счётом 3:1. 28 ноября того же года, в матче 13-го тура чемпионата Испании, Моретти забил свой первый гол за «Валенсию», поразив ворота «Мальорки». Если в первый сезон Моретти конкурировал за место в основе с Амедео Карбони и Фабио Аурелио, выступая на позиции левого и центрального защитника, то в последующие он стал игроком основного состава команды. 10 февраля 2008 года Моретти достиг отметки в 100 матчей за валенсианцев.
11 июля 2009 года Моретти был куплен клубом «Дженоа», заплатившим за трансфер защитника 3,8 млн евро. Первый гол за генуэзцев Моретти забил в ворота «Аталанты».
Летом 2013 года Моретти перешёл в «Торино» и взял 24-й номер.

## Международная карьера
В 1996 году Моретти начал играть за сборную Италии до 16-ти лет и принял в её составе участие в чемпионате Европы в Германии, где Италия дошла до финала. Также Моретти был в составе молодёжной сборной Италии на молодёжном первенстве Европы, выигранном «Скуадрой Адзуррой». В 2004 году Моретти играл на Олимпиаде, где итальянцы выиграли бронзу.

## Достижения
- Обладатель Кубка Италии: 2001
- Обладатель Суперкубка Италии: 2002
- Чемпион Италии: 2003
- Обладатель Суперкубка УЕФА: 2004
- Чемпион Европы (до 21 года): 2004
- Обладатель Кубка Испании: 2008

## Награды
- Кавалер ордена «За заслуги перед Итальянской Республикой»: 27 сентября 2004 года[4]